# Sauçaie
Pour les articles ayant des titres homophones, voir Saussay, Saussey et Sausset.

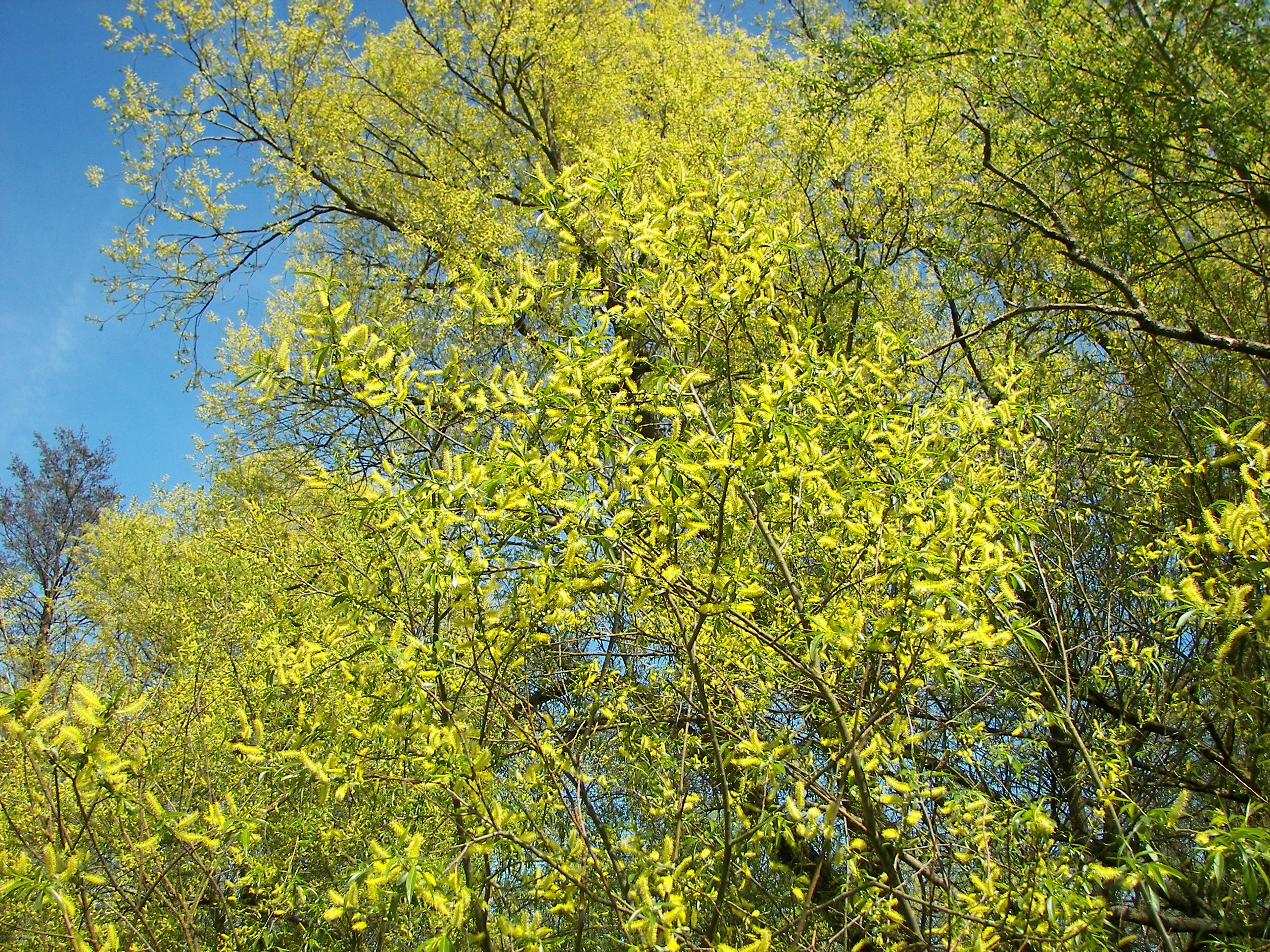
Sauçaie à côté de Marbourg en Allemagne.

Sauçaie (également écrit Saussaie), français toponymique du latin salicetum, roman salcedo, signifiant 'lieu où les saules abondent'.
On parle également de saulaie d'après le nom commun saule, d'origine germanique.